# Erwin Busta
Erwin Busta, född 12 april 1905 i Leoben, död 1982, var en tysk SS-Hauptscharführer. Under andra världskrigets senare del var han lägerchef i KZ-Außenlager Peenemünde, ett av Sachsenhausens satellitläger. Senare var han posterad i Dora-Mittelbau, där han sände ett flertal fångar till galgen.
Vid Dora-rättegången i Essen (1967–1970) dömdes Busta till sju och ett halvt års fängelse för medhjälp till mord.